# Mariusz Sowiński
Mariusz Sowiński (* 26. března 1976 Jarosławiec) je polský sériový vrah, násilník a zoofil známý jako upír ze Stefankowic. V letech 1994 až 1997 znásilnil a zabil čtyři ženy.

## Zločiny

### Vraždy
Sowiński spáchal svou první vraždu v roce 1994. Ve Stefankowicích znásilnil a zavraždil Žofii K. a její tělo hodil do studny. O rok později zaútočil znovu. V Kułakowicích znásilnil Antoninu E. Aby zločin zakryl, zapálil její dům. Žena na následky zranění, která utrpěla při požáru, zemřela v nemocnici. V srpnu roku 1996 znásilnil a zavraždil Wiesławu Ł, matku dvou dětí. Poslední vraždu spáchal v noci z 31. srpna na 1. září roku 1997. Jeho obětí byla slepá, 63 letá žena ze Stefankowic, Genowefa S., kterou znásilnil a uškrtil kabelem.

### Zoofilie
Lékařům, kteří ho vyšetřovali, přiznal, že měl pohlavní styk s kuřaty od svých 15 let. Když nevraždil ženy, vybíjel si vztek na zvířatech. Hlavně na krávách a slepicích. Slepicím vyždímal hlavy a teprve potom je znásilnil. Totéž udělal s krávami. Nejprve je uškrtil a pak své touhy uspokojil na mršině. Tuhle klidnou krávu jsme měli doma, měl jsem s ní sex pokaždé, když jsem měl dovolenou – řekl bez rozpaků policistům. Ale také znásilňoval krávy u Sanoku, kde absolvoval povinnou vojenskou službu.

## Vyšetřování a zatčení
Původně byl hlavním podezřelým Kazimierz P., který z tohoto důvodu strávil 19 měsíců ve vazbě. Policie se dostala na stopu Sowińského v září roku 1997. V té době byl Sowiński branným vojákem v jednotkách Visly Ministerstva vnitra a správy v Sanoku. Během výslechů bez jakýkoliv rozpaků a emocí policistům vyprávěl o zločinech, které spáchal. To kombinaci s dalšími shromážděnými důkazy stačilo k jeho obvinění.

## Soud a verdikt
Soud začal na podzim roku 1998 v Zamośći a od samého začátku ho provázely obrovské emoce. V říjnu, během prvního jednání, Henryk J., otec Wiesławy Ł., jedné z obětí Sowińského, na něj zaútočil sekerou propašovanou k soudu a zranil ho na zádech. Sowiński byl převezen do nemocnice a útočník byl zatčen. Díky přímluvě Zamośćského vojvodství a protestům svých sousedů byl však propuštěn. Po uzdravení byl Sowińského případ znovu otevřen. Státní zastupitelství ho obvinilo ze čtyřnásobné vraždy a znásilnění. Aby zdůraznila, jak nebezpečný a nechutný muž to je, uvedla skutečnost, že po jedné z vražd zabil krávy majitele a poté začal mít pohlavní styk s jejich mrtvolami. Sám obviněný odmítl podat jakékoliv vysvětlení, pouze uvedl, že je nevinný. Jeho obhájce se snažil argumentovat, že Sowiński nemůže být odsouzen, protože je duše
vně nemocný. V jeho případě bylo jmenováno 20 znalců z oboru psychologie a sexuologie. Všichni jasně prohlásili, že je zcela při smyslech a že jeho odchylky mohou být ještě závažnější. Prokuratura požadovala doživotí s možností podmínečného propuštění po 50 letech. V roce 2000 ho Okresní soud v Zamośći odsoudil k nejvyššímu trestu. Zastal ji i odvolací soud v Lublinu, který to odůvodnil tím, že Sowiński ohrožoval své okolí. O rok později po Sowińského kasační stížnosti mu Nejvyšší soud rozsudek zrušil a postoupil jej k novému projednání. V roce 2002 ho Okresní soud v Zamośći odsoudil na doživotí s možností podmínečného propuštění po odpykání 50 let trestu. V roce 2003 mu odvolací soud v Lublinu rozsudek nakonec potvrdil.